# Чакхлі

Банний день чахклів, картина (1995 рік) мурманського художника В.Бубенцова

Чакхлі́, чахклі́ (чахклінґ, чаклі, чахліни) — у нижчій міфології та фольклорі саамів чарівні істоти — маленький народець прадавніх жителів землі, саамські гноми.

## Міфологічні і казкові уявлення про чахклі
Як і в багатьох народів, гноми чахклі вважались у саамів надзвичайним народом — першими насельниками земель, охоронцями її багатств. Вони уявлялись маленькими на зріст, неприкритими одягом, пустотливими і цікавими до всього, наче діти, за вдачею. Живуть, чахклі, начебто, під землею, де як і саами нагорі, мають свої поселення-погости. 
У саамів побутувало безліч міфологічних, казкових і побутових сюжетів, де діяли чахклі. В залежності від обставин, оповідачи наділяли чахклі різними людськими рисами, як добрими, так і лихими. А ще саами вірили, що чахклі страшенно метушливі і непосидючі (про неспокійну людину навіть було заведено казати  «Метушливий наче чахклі»), повторюють за людиною все, що вона робить, що було одним з найпопулярніших мотивів у казках, переказах і бувальщинах про чахклі.   

## Популярні казкові сюжети про чахклі
Сюжети саамських оповідок про чахклі переважно обертаються навколо мотиву здобуття скарбу за допомогою чахклі. Ло́вить чаклю зазвичай мисливець, що полює у лісі, або рибалка, що ставить сіті на березі. Щодо способу, то один з найулюбленіших — на довгу обору каньги́. За упійманого чахклі його побратими принесуть викуп, або сам чахклі за волю пообіцяє своєму визволителю скарби. 
Так, у одній казці чахклі, показавши сааму на ущелину в землі, велить приходити до неї за потреби і опускати мотузок з вузликом, щоб витягати добро́, але застерігає, що в день, коли з-під землі саам витягне дерев'яні ложки, це буде кінець чарівній допомозі. Так і стається. 
Ще в деяких казках чахклі вистувають як злісні істоти, шкідники у господарстві саамів, інколи ненавмисні. Тоді нерідко господар-саам сам бажає позбутися чахклі. В одній казці він перед тим, як піти з вежі, проводить у себе по горлянці тупим краєм ножа. Щойно він іде, чахклі і собі починає виробляти бачене з ножем, але з необережності завдає собі смерть. 
У поодиноких казках гном-чахклі відіграє роль саамського хлопчика-мізіничика, який, однак, врешті заскучав за домівкою і рідним домом, і полишає заради них бездітне подружжя саамів.

## Чахклі у сучасній культурі
Уявлення про чахклі, як і про решту персонажів нижчої міфології, є доволі живучими. Так, ще наприкінці XIX століття знаходились саами-мисливці, які цілком серйозно стверджували, що бачили живих чахклі. 
У сучасній мас-культурі образ чахклі вдало використовується як митцями, так і в туристичній галузі для виготовлення сувенірної продукції.